# Parc de la Vall d'Hebron
El parc de la Vall d'Hebron es troba al barri homònim del districte d'Horta-Guinardó de Barcelona. Va ser creat el 1992 en el context dels Jocs Olímpics de 1992, amb un projecte de l'arquitecte Eduard Bru i Bistuer.

## Història i descripció

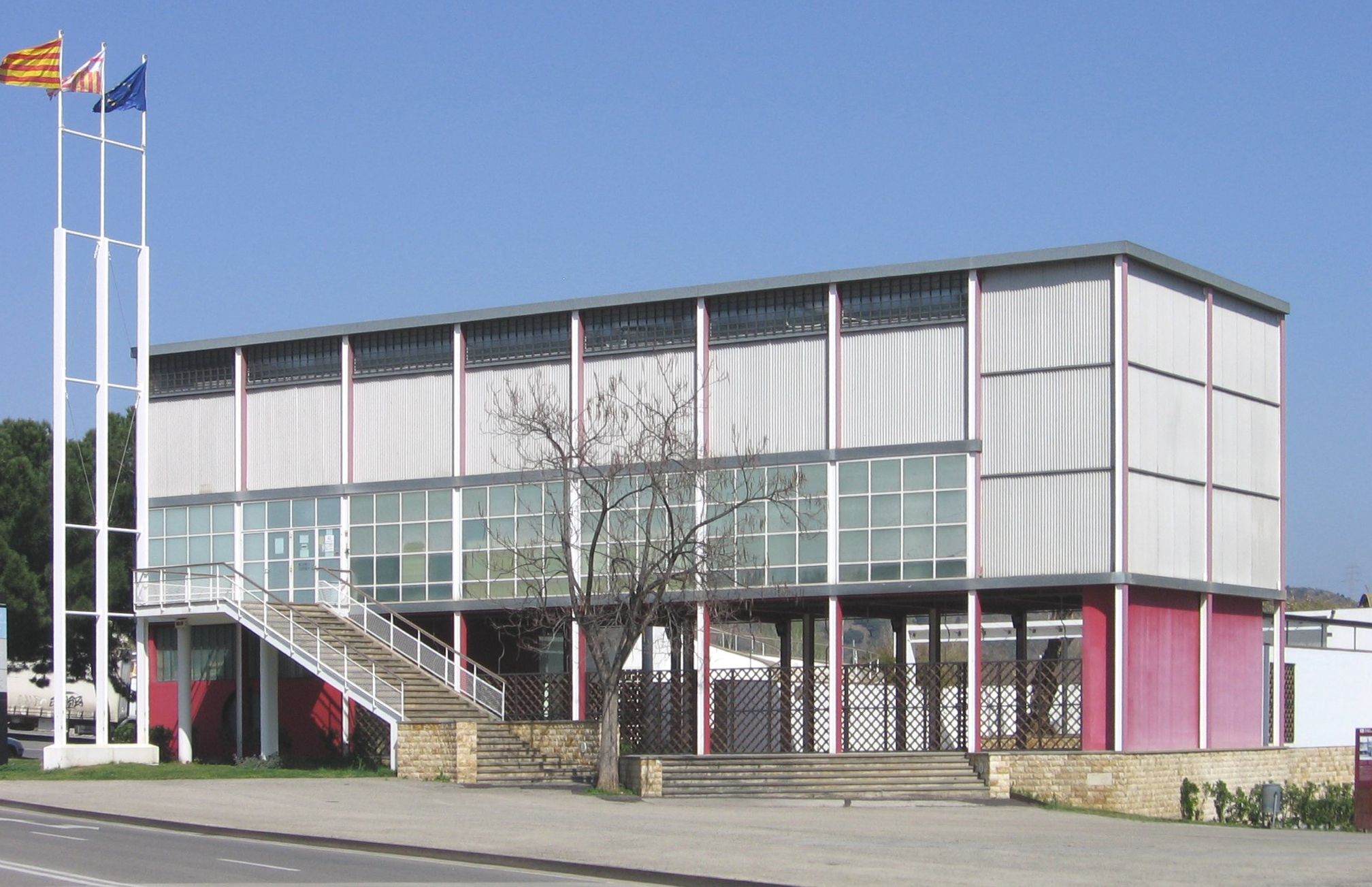
Pavelló de la República

L'àrea de la Vall d'Hebron va ser un dels espais principals on es van celebrar els Jocs Olímpics, a més de la Vila Olímpica i la muntanya de Montjuïc. S'hi va construir la Vila Olímpica de Premsa (obra de Carles Ferrater), per a acollir els periodistes i corresponsals acreditats pels Jocs, així com diverses instal·lacions esportives, com el Centre Municipal de Tennis Vall d'Hebron (obra de Tonet Sunyer), el Camp de Tir amb Arc (de Carme Pinós i Enric Miralles) i el Pavelló de la Vall d'Hebron (de Jordi Garcés i Enric Sòria). També hi ha el dipòsit de vehicles de Sant Genís, la caserna de la Guàrdia Urbana d'Horta-Guinardó, els camps municipals de rugbi i futbol la Teixonera Olímpics, el camp Municipal de futbol Vall d'Hebron i la piscina municipal de la Clota.
El parc és un espai heterogeni que uneix diversos punts verds de la zona, situats entre les diferents instal·lacions esportives. S'estructura en una sèrie de places a diferents nivells, algunes ombrejades amb pèrgoles, mentre que altres espais acullen una vegetació d'aspecte rural. Es va construir amb un disseny d'estil postmodern, la qual cosa es nota en detalls com el paviment de goma en algunes zones, que s'enfonsa en trepitjar-ho com si fos terreny natural, o la utilització en alguns paratges de gespa sintètica, de colors tan singulars com el groc.
Entre les espècies presents es troben: la palmera washingtonia (Washingtonia robusta), el pi blanc (Pinus halepensis), la canya de sant Joan (Arundo donax), el xiprer (Cupressus sempervirens), l'eucaliptus (Eucalyptus globulus), el pi pinyer (Pinus pinea), l'olivera (Olea europaea), l'àlber (Populus alba), el pollancre (Populus nigra "Italica"), la palmera de Canàries (Phoenix canariensis), la palmera datilera (Phoenix dactylifera), el lledoner (Celtis australis), la tipuana (Tipuana tipu), la jacaranda (Jacaranda mimosifolia), el baladre (Nerium oleander), l'heura (Hedera helix), etc.
Dintre del parc hi ha una rèplica del Pavelló de la República Espanyola construït per a l'Exposició Internacional de París de 1937, obra dels arquitectes Josep Lluís Sert i Luis Lacasa, on va ser exposat per primera vegada el Guernica de Picasso. També hi ha tres escultures de grans dimensions: Forma i espai, d'Eudald Serra, una figura en principi abstracta encara que recorda o bé una cadira o bé un cavall, de 6 m d'altura i elaborada en ferro; Dime, dime, querido, de Susana Solano, és una obra igualment abstracta, formada per quatre làmines d'acer, de 8 m d'altura; i els mistos, de Claes Oldenburg, de 20 m d'altura, que sembla una caixa de llumins disposats en diverses posicions, en una reinterpretació del pop-art de moda en els anys 1960. També hi ha una font col·locada com a commemoració dels Jocs Olímpics, anomenada Cabriola, de Juan Bordes, que tenia una escultura d'un nen donant una voltereta, encara que lamentablement va ser robada.

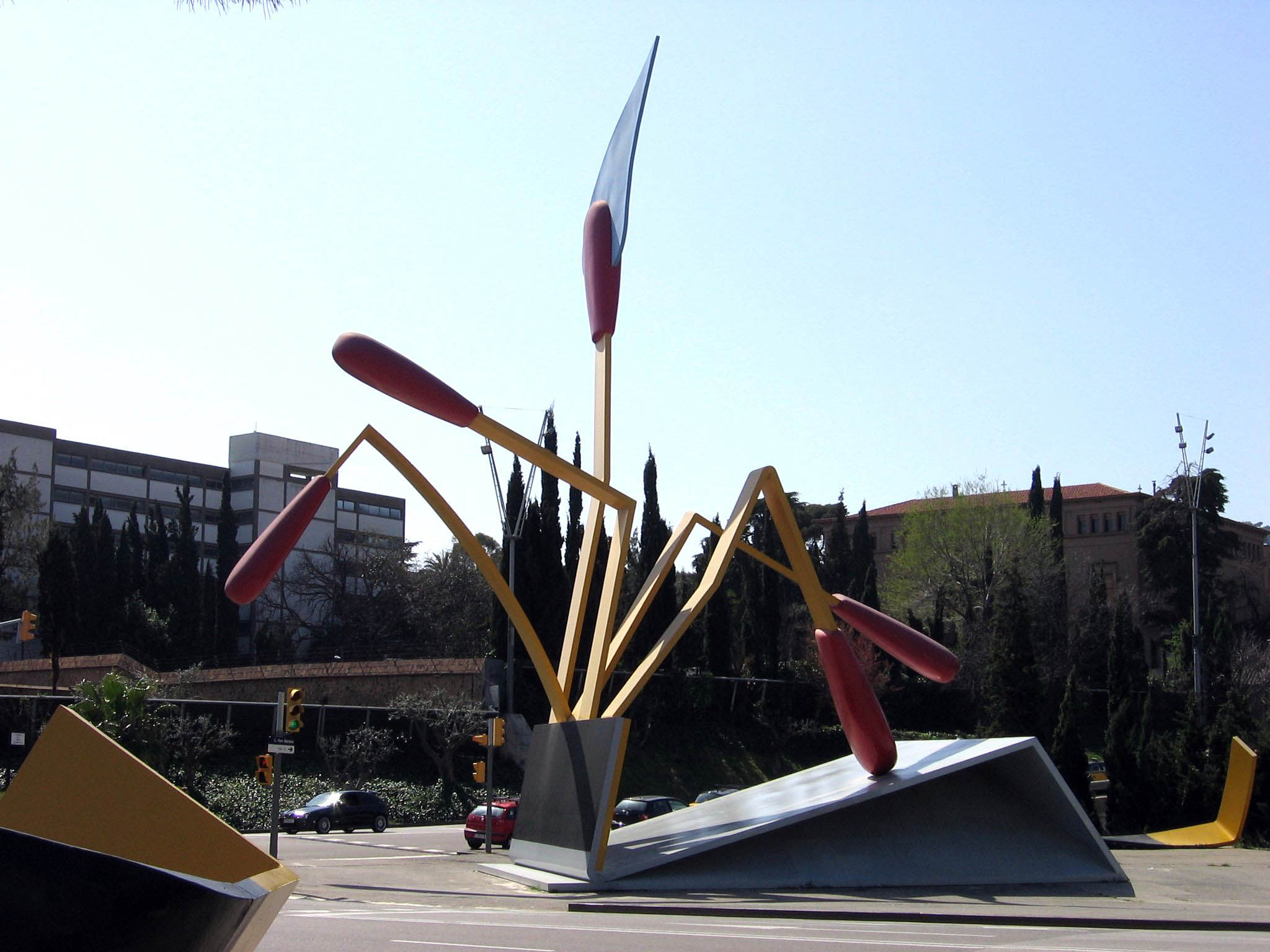
Els mistos, de Claes Oldenburg
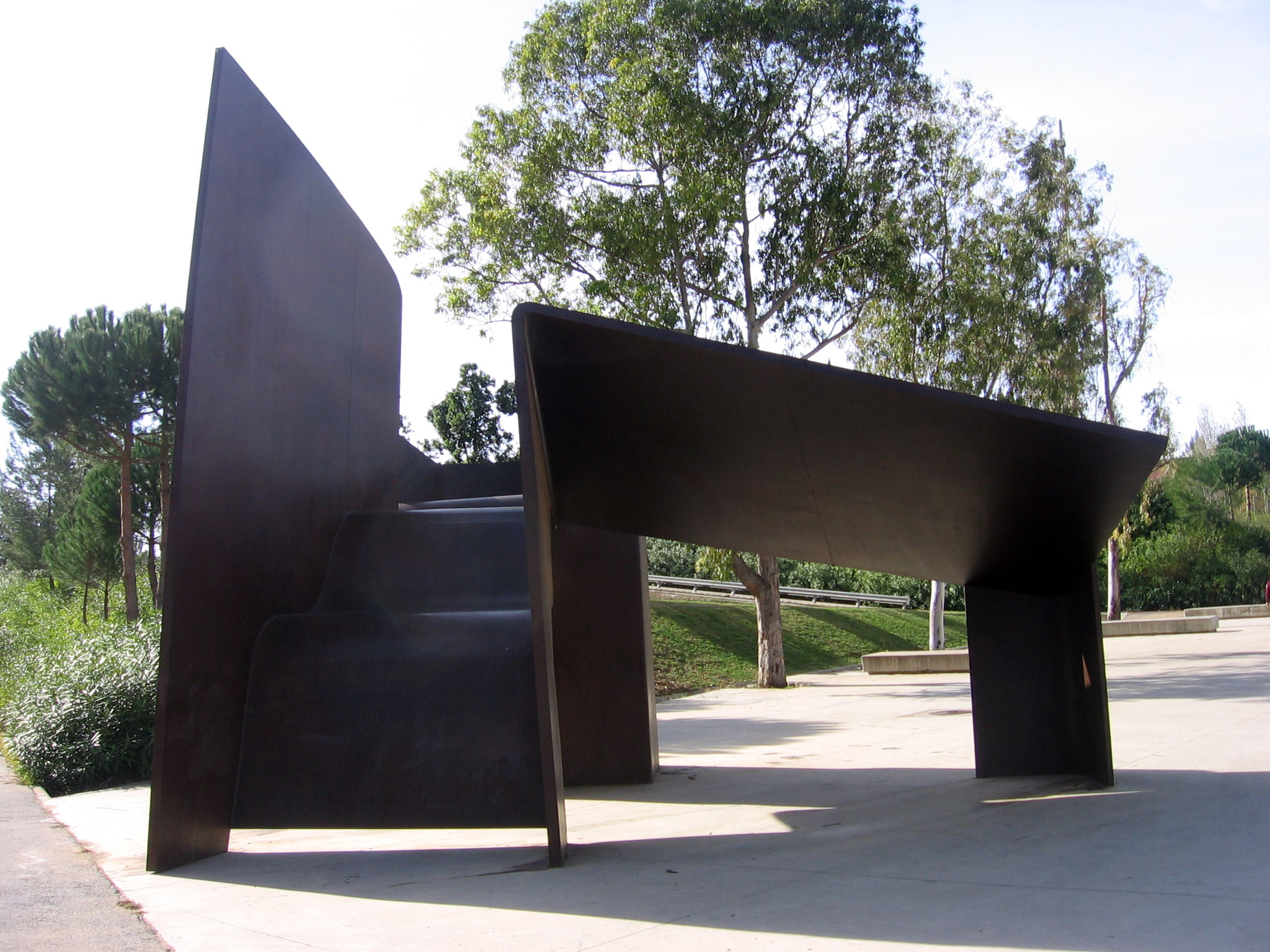
Dime, dime, querido, de Susana Solano
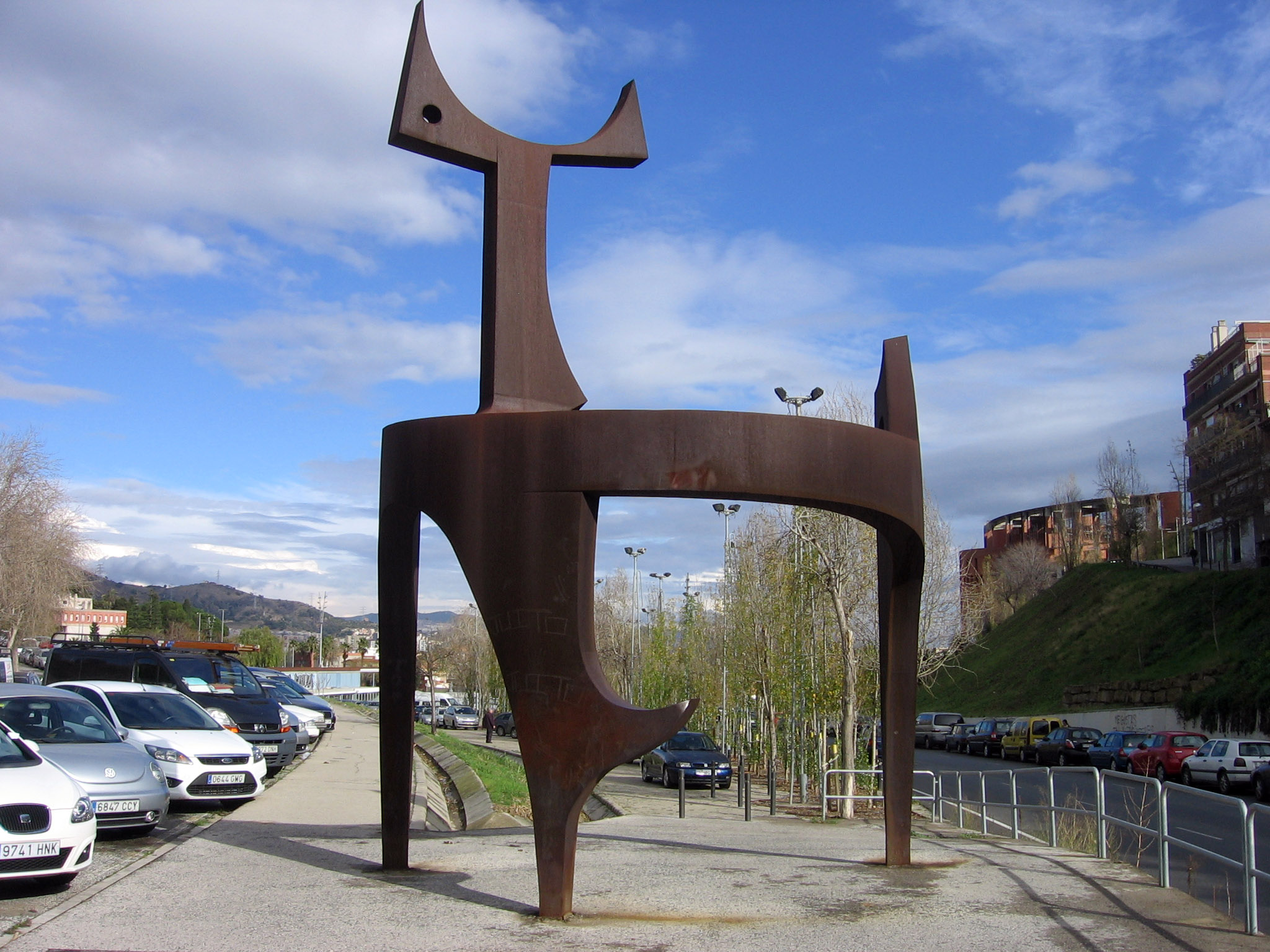
Forma i espai, de Eudald Serra
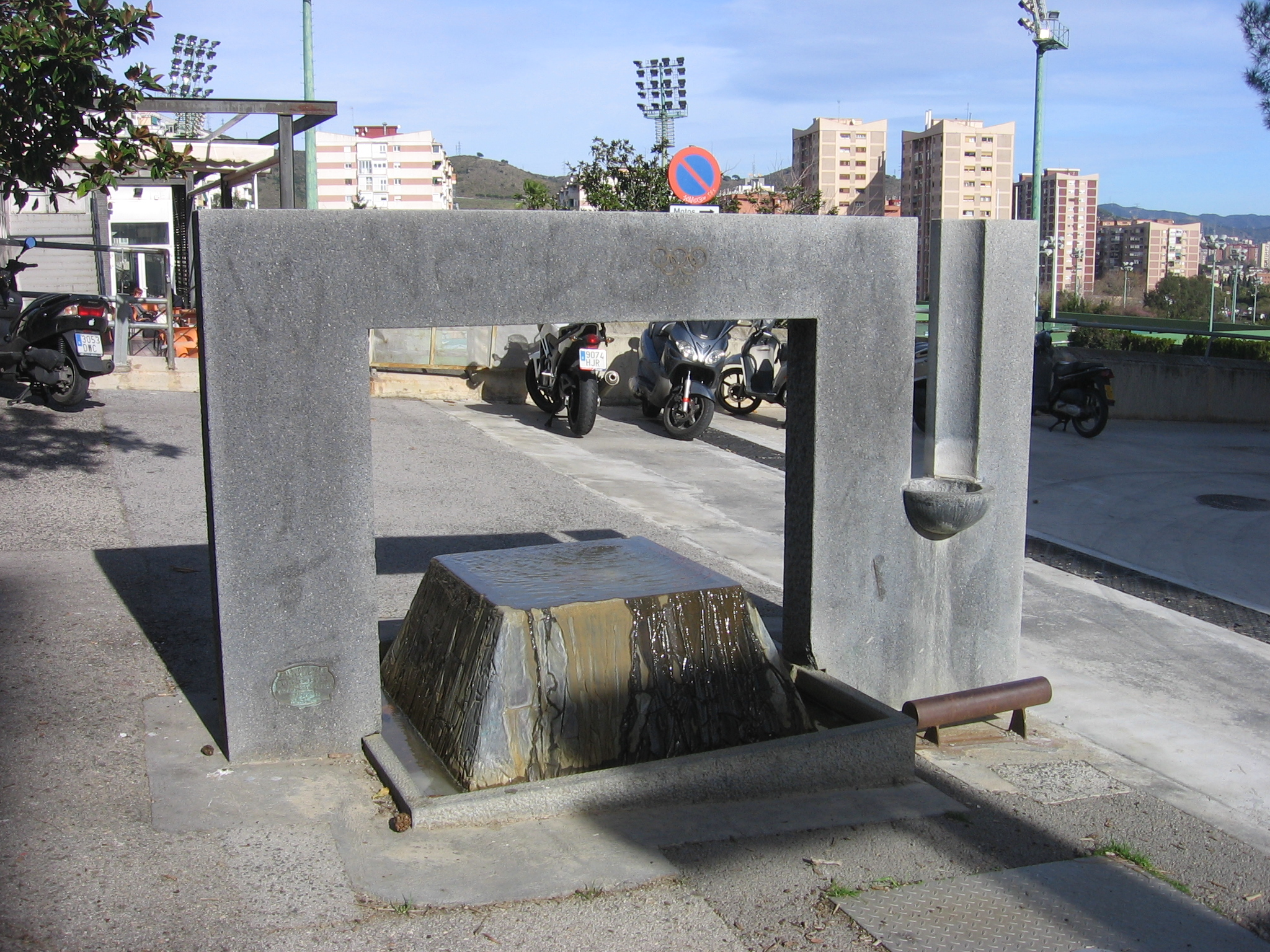
Cabriola, de Juan Bòrdes